# Chatham (Luisiana)
Chatham é uma cidade  localizada no estado americano de Luisiana, na Paróquia de Jackson.

## Demografia
Segundo o censo americano de 2000, a sua população era de 623 habitantes.
Em 2006, foi estimada uma população de 619, um decréscimo de 4 (-0.6%).

## Geografia
De acordo com o United States Census Bureau tem uma área de
3,0 km², dos quais 2,6 km² cobertos por terra e 0,4 km² cobertos por água. Chatham localiza-se a aproximadamente 70 m acima do nível do mar.

## Localidades na vizinhança
O diagrama seguinte representa as localidades num raio de 28 km ao redor de Chatham.